# فلای‌توگت
فلای‌توگت (انگلیسی: Flytoget) شرکت دولتی ترابری ریلی نروژی است، که در سال ۱۹۹۲ توسط شرکت وی‌وای تأسیس شد.